# Mateusz Radecki
Mateusz Radecki (Radom, 2 aprile 1993) è un calciatore polacco, centrocampista del Puszcza Niepołomice.

## Palmarès

### Competizioni nazionali
- I liga: 1

Radomiak Radom: 2020-2021